# Telbivudin
Telbivudin oder L-Desoxythymidin ist das L-Enantiomer des Nukleosids Desoxythymidin (dT). Es wird als Arzneistoff bei erwachsenen Patienten zur Behandlung der chronischen Hepatitis B im Stadium der Virusreplikation (Virenvermehrung) eingesetzt.

## Wirkungsmechanismus
Telbivudin wird durch Kinasen der Wirtszelle zu der aktive Triphosphat-Form phosphoryliert. Telbivudin-5’-Triphosphat hemmt die HBV-DNA-Polymerase (Reverse Transkriptase), weil es statt des natürlichen Substrats Thymidin-5’-Triphosphat in die Virus-DNA eingebaut wird. Die Anknüpfung weiterer Nukleotide ist strukturell nicht möglich und es resultiert ein DNA-Kettenabbruch, die HBV-Replikation wird gestoppt.

## Nebenwirkungen
Als Nebenwirkungen werden u. a. Muskelerkrankungen, Verschlechterung der Nierenfunktion, Infektionen der oberen Luftwege, Müdigkeit und Unwohlsein, Bauchschmerzen, Nasopharyngitis, Kopfschmerzen, CPK-Erhöhung im Blut, Husten, Übelkeit und Erbrechen, Grippe und grippeartige Symptome, Schmerzen nach der Maßnahme, Diarrhö und ungeformter Stuhl sowie pharyngolaryngeale Schmerzen angegeben. Im Februar 2008 mussten klinische Studien mit einer Kombinationstherapie von Telbivudin und Interferon abgebrochen werden, da bei 8 von 48 (16,6 Prozent) Patienten eine periphere Neuropathie auftrat, davon fünf schwere Verläufe. Bei einer Monotherapie mit Telbivudin wurde eine Häufigkeit dieser Nebenwirkung von 0,6 Prozent beobachtet, die etwa nach zwei bis sechs Monaten Therapiedauer auftrat.

## Entwicklung und Vermarktung
Telbivudin wurde im April 2007 durch die EU-Kommission europaweit zugelassen (Handelsname: Sebivo, Hersteller: Novartis) und kam im Mai 2007 in Deutschland auf den Markt. In einer Studie war Telbivudin nach einem Jahr wirksamer als das Standardmittel Lamivudin und es gab weniger resistenzbedingte Wirkungsverluste. Telbivudin selektiert dieselben resistenten Mutanten wie Lamivudin. 2021 gab Novartis die EU-Zulassung auf.